# Mouna ou le rêve d'un artiste
Mouna ou le rêve d'un artiste è un film del 1969 diretto da Henri Duparc.

## Produzione
Fu il primo mediometraggio di Henri Duparc, girato nell'ottobre 1969.

## Distribuzione
Nel 1970, il film aprì la seconda edizione della Semaine du cinéma africain de Ouagadougou, il festival che, in seguito, sarebbe diventato il Fespaco.